# Lijst van nummer 1-hits in de XChart in 2011
Deze hits stonden in 2011 op nummer 1 in de XChart van FunX:
| Datum        | Artiest                               | Titel              |
| ------------ | ------------------------------------- | ------------------ |
| 7 januari    | Kleine Viezerik & Mr. Probz           | Meisje luister     |
| 14 januari   | Kleine Viezerik & Mr. Probz           | Meisje luister     |
| 21 januari   | Bruno Mars                            | Grenade            |
| 28 januari   | Bruno Mars                            | Grenade            |
| 4 februari   | Bruno Mars                            | Grenade            |
| 11 februari  | Usher                                 | More               |
| 18 februari  | Diddy-Dirty Money feat. Skylar Grey   | Coming home        |
| 25 februari  | Diddy-Dirty Money feat. Skylar Grey   | Coming home        |
| 4 maart      | Kenny B. & Benaissa                   | Yu faya            |
| 11 maart     | Kenny B. & Benaissa                   | Yu faya            |
| 18 maart     | Kenny B. & Benaissa                   | Yu faya            |
| 25 maart     | Kenny B. & Benaissa                   | Yu faya            |
| 1 april      | Kenny B. & Benaissa                   | Ya faya            |
| 8 april      | Darryl & Jayh                         | Het maakt niet uit |
| 15 april     | Darryl & Jayh                         | Het maakt niet uit |
| 22 april     | Darryl & Jayh                         | Het maakt niet uit |
| 29 april     | Alexis Jordan                         | Happiness          |
| 6 mei        | Alexis Jordan                         | Happiness          |
| 13 mei       | LMFAO feat. Lauren Bennett & GoonRock | Party rock anthem  |
| 20 mei       | LMFAO feat. Lauren Bennett & GoonRock | Party Rock Anthem  |
| 27 mei       | LMFAO feat. Lauren Bennett & GoonRock | Party Rock Anthem  |
| 3 juni       | LMFAO feat. Lauren Bennett & GoonRock | Party Rock Anthem  |
| 10 juni      | LMFAO feat. Lauren Bennett & GoonRock | Party Rock Anthem  |
| 17 juni      | Collie Buddz                          | Playback           |
| 24 juni      | Collie Buddz                          | Playback           |
| 1 juli       | Collie Buddz                          | Playback           |
| 8 juli       | Collie Buddz                          | Playback           |
| 15 juli      | Pitbull feat. Ne-Yo, Afrojack & Nayer | Give me everything |
| 22 juli      | Pitbull feat. Ne-Yo, Afrojack & Nayer | Give me everything |
| 29 juli      | Pitbull feat. Ne-Yo, Afrojack & Nayer | Give me everything |
| 5 augustus   | Pitbull feat. Ne-Yo, Afrojack & Nayer | Give me everything |
| 12 augustus  | Nicole Scherzinger featuring 50 Cent  | Right there        |
| 19 augustus  | Rihanna                               | Man down           |
| 26 augustus  | Rihanna                               | Man down           |
| 2 september  | Rihanna                               | Man down           |
| 9 september  | Rihanna                               | Man down           |
| 16 september | Sean Paul feat. Alexis Jordan         | Got 2 luv' u       |
| 23 september | Sean Paul feat. Alexis Jordan         | Got 2 luv' u       |
| 30 september | Sean Paul feat. Alexis Jordan         | Got 2 luv' u       |
| 7 oktober    | Sean Paul feat. Alexis Jordan         | Got 2 luv' u       |
| 14 oktober   | Franklin Rodrigues                    | African force      |
| 21 oktober   | Franklin Rodrigues                    | African force      |
| 28 oktober   | Franklin Rodrigues                    | African force      |
| 4 november   | Gers Pardoel                          | Ik neem je mee     |
| 21 november  | Gers Pardoel                          | Ik neem je mee     |
| 28 november  | Gers Pardoel                          | Ik neem je mee     |
| 4 december   | Rihanna & Calvin Harris               | We found love      |
| 11 december  | Rihanna & Calvin Harris               | We found love      |
| 18 december  | Rihanna & Calvin Harris               | We found love      |
| 25 december  | Rihanna & Calvin Harris               | We found love      |